# Károlyháza
Károlyháza ist eine ungarische Gemeinde im Kreis Mosonmagyaróvár im Komitat Győr-Moson-Sopron.  Károlyháza ist seit 2002 eine eigenständige Gemeinde, vorher gehörte der Ort zur Gemeinde Kimle.

## Geografische Lage
Károlyháza liegt 25 Kilometer nordwestlich des Komitatssitzes Győr und knapp 10 Kilometer südöstlich der Stadt Mosonmagyaróvár. Die  Nachbargemeinde Kimle befindet sich zwei Kilometer nordöstlich der Gemeinde.

## Sehenswürdigkeiten
- Grabstätte für die Toten des Ersten Weltkriegs (I. világháborús sírhely)
- Ehemaliges Gutsverwalterlandhaus mit Park (Intézői kúria és parkja)

## Verkehr
Károlyháza ist nur über die Nebenstraße Nr. 85303 zu erreichen, nördlich der Gemeinde verläuft die Hauptstraße Nr. 1. Der Bahnhof Kimle-Károlyháza ist angebunden an die Eisenbahnstrecke vom Grenzbahnhof Hegyeshalom nach Győr und weiter nach Budapest.

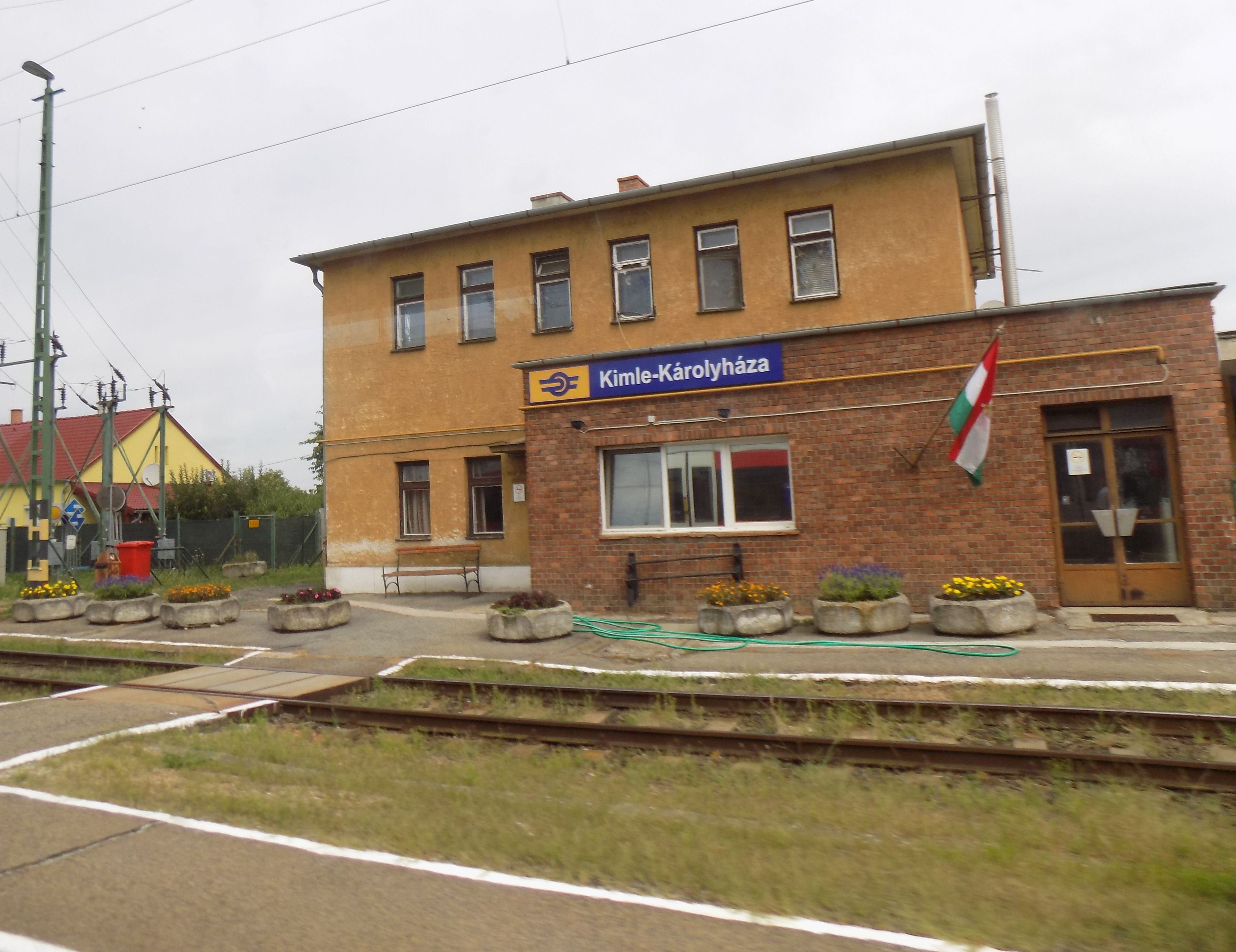
Bahnhofsgebäude von Kimle-Károlyháza